# 12934 Bisque
12934 Bisque (1999 TH16) là một tiểu hành tinh vành đai chính được phát hiện ngày 11 tháng 10 năm 1999 bởi C. W. Juels ở Fountain Hills.